# 庫俄鐵路
庫俄鐵路是一條中华人民共和国新疆维吾尔自治区的煤炭專用鐵路線，位於南部庫車縣，連接庫車西站和俄霍布拉克站。全長86.07公里。

## 技術資料
屬國鐵Ⅱ級單線鐵路，由內燃機車牽引，並預留電氣化牽引條件。共設六個車站（預留兩個），設計年運輸能力約二千萬噸。 

## 路線描述
自南疆鐵路庫車西站東端引出，沿却勒塔格山山前傾斜平原區的東北方向，先後跨越314、217國道，再以隧道和特大橋方式穿越却勒塔格山、跨越庫車河，經康村後沿庫車河兩側階地繼續北上，至俄霍布拉克站止。

## 歷史
本鐵路由烏魯木齊鐵路局、自治區國有資產投資經營有限責任公司、徐州礦務（集團）新疆天山礦業有限責任公司共同投資建設，總投資16.6億元。2008年11月開工，2011年11月全線竣工、12月16日通車。